# 1727 Mette
1727 Mette је Марсов тројански астероид са средњом удаљеношћу од Сунца која износи 1,854 астрономских јединица (АЈ).
Апсолутна магнитуда астероида је 12,7.